# Le Jeu viril

Le Jeu viril (Muzné hryest) est un court-métrage d'animation surréaliste tchécoslovaque de Jan Švankmajer sorti en 1988. Il a été sélectionné au Festival de Cannes 1989 dans la catégorie des courts métrages.

## Synopsis
Le film se base sur le visionnage d'un match de foot par un homme dans une pièce abondamment décorée de posters et différents objets liés à l'univers du football. Le film consiste en une succession d'images archives montrant les réactions de supporters durant un match et d'images animées surréalistes. L'acteur qui joue le spectateur derrière son poste de télévision joue aussi l'arbitre, les joueurs, les médecins et les croque-morts dans les passages surréalistes. Le film suit une certaine mécanique propre au cinéma de Švankmajer : une série de photos de joueurs colorés montées de manière énergique avec en fond des commentaires de présentateurs brouillés, puis une chorégraphie jouée par les joueurs avec le ballon, puis la destruction d'un ou plusieurs joueurs. Švankmajer s'amuse à détruire des portraits de glaise à l'image du spectateur de toutes les manières imaginables (visage arraché par une ventouse, démolition à coups de marteau, tête passée au hachoir, etc.). Le score du match progresse à mesure que les joueurs sont détruits. Les joueurs ainsi anéantis sont mis sur des brancards puis dans des cercueils aux couleurs de leur équipe, qui intègreront également les séquences surréalistes. On voit les réactions du public passionné en archive et le spectateur souvent montré en train de manger ou boire. 
Le film propose une pause au moment de la mi-temps : l'homme se lève tandis qu'un plan fixe filme la télé montrant des images de chatons et qu'un bruit de chasse d'eau se fait entendre. Quand le match reprend, le ballon vole à travers jusque dans la chambre du spectateur qui ne se rend compte de rien. Les joueurs envahissent alors la chambre et y continuent le match en même temps que leur lente extermination, utilisant les possibilités offertes par la pièce, toujours sans que le spectateur ne s'en rende compte. Le match finit donc sur le score de 11-11 après l'autodestruction des deux derniers joueurs à coup de bouteilles. Ils sont alors mis en cercueil tous les deux ensembles. L'arbitre désigne l'égalité puis sort de l'appartement avec le ballon. Le film se finit par un plan sur le derrière du spectateur qui essuie la glaise d'un visage qu'il a écrabouillé.

## Analyse
Le film joue sur beaucoup de thèmes propres au cinéma surréaliste de Švankmajer : l'utilisation d'images animées et de photos ainsi que des portraits glaises pour les effets spéciaux comme dans Food, un humour noir, la répétition dans le montage et dans les gestes de l'acteur, l'homme filmé en acte de consommation. 
Le film critique l'aliénation du sport sur les masses, rendant les gens absents au monde qui les entoure et à eux-mêmes, la déshumanisation de l'individu dans la société de consommation. Cette critique est à replacer dans le contexte historique de la République tchèque, alors pays sous l'influence du communisme de l'URSS. 

## Fiche technique
- Titre original : Muzné hryest
- Réalisation : Jan Švankmajer
- Scénario : adaptation de la pièce de théâtre d'Edgar Dutka par Jan Švankmajer
- Montage : Vera Benesova
- Durée : 18 minutes

## Distribution
- Miroslav Kuchar : l'homme